# كوي روشن شهر
كوي روشن‌ شهر هي قرية في مقاطعة أصفهان، إيران. عدد سكان هذه القرية هو 619 في سنة 2006.